# Mehran Barjordari
Mehran Barjordari (en persa: مهران برخورداری‎; 26 de julio de 2000) es un deportista iraní que compite en taekwondo.
Participó en los Juegos Olímpicos de París 2024, obteniendo una medalla de plata en la categoría de –80 kg. En los Juegos Asiáticos de 2022 consiguió una medalla de bronce.
Ganó una medalla de bronce en el Campeonato Mundial de Taekwondo de 2022 y una medalla de plata en el Campeonato Asiático de Taekwondo de 2024.

## Palmarés internacional
| Juegos Olímpicos    | Juegos Olímpicos     | Juegos Olímpicos  | Juegos Olímpicos |
| Año                 | Lugar                | Medalla           | Categoría        |
| ------------------- | -------------------- | ----------------- | ---------------- |
| 2024                | París (Francia)      | Medalla de plata  | –80 kg           |
| Campeonato Mundial  |                      |                   |                  |
| Año                 | Lugar                | Medalla           | Categoría        |
| 2022                | Guadalajara (México) | Medalla de bronce | –80 kg           |
| Juegos Asiáticos    |                      |                   |                  |
| Año                 | Lugar                | Medalla           | Categoría        |
| 2022                | Hangzhou (China)     | Medalla de bronce | –80 kg           |
| Campeonato Asiático |                      |                   |                  |
| Año                 | Lugar                | Medalla           | Categoría        |
| 2024                | Đà Nẵng (Vietnam)    | Medalla de plata  | –87 kg           |